# Euphrasia minima
Eufrasia minima (nome scientifico Euphrasia minima DC., 1805) è una pianta vascolare appartenente alla famiglia Orobanchaceae.

## Etimologia
Il nome generico deriva da una parola greca "εuφροσύνη" (= gioia, allegria, diletto, ilarità), mentre quello specifico (minima) fa riferimento alle dimensioni della pianta. Le due parole insieme significano "piccola pianta che rallegra". Il nome scientifico è stato definito dal botanico e micologo svizzero Augustin Pyramus de Candolle (1778-1841) nella pubblicazione "" - 3: 473. 1805"" del 1805.

## Descrizione

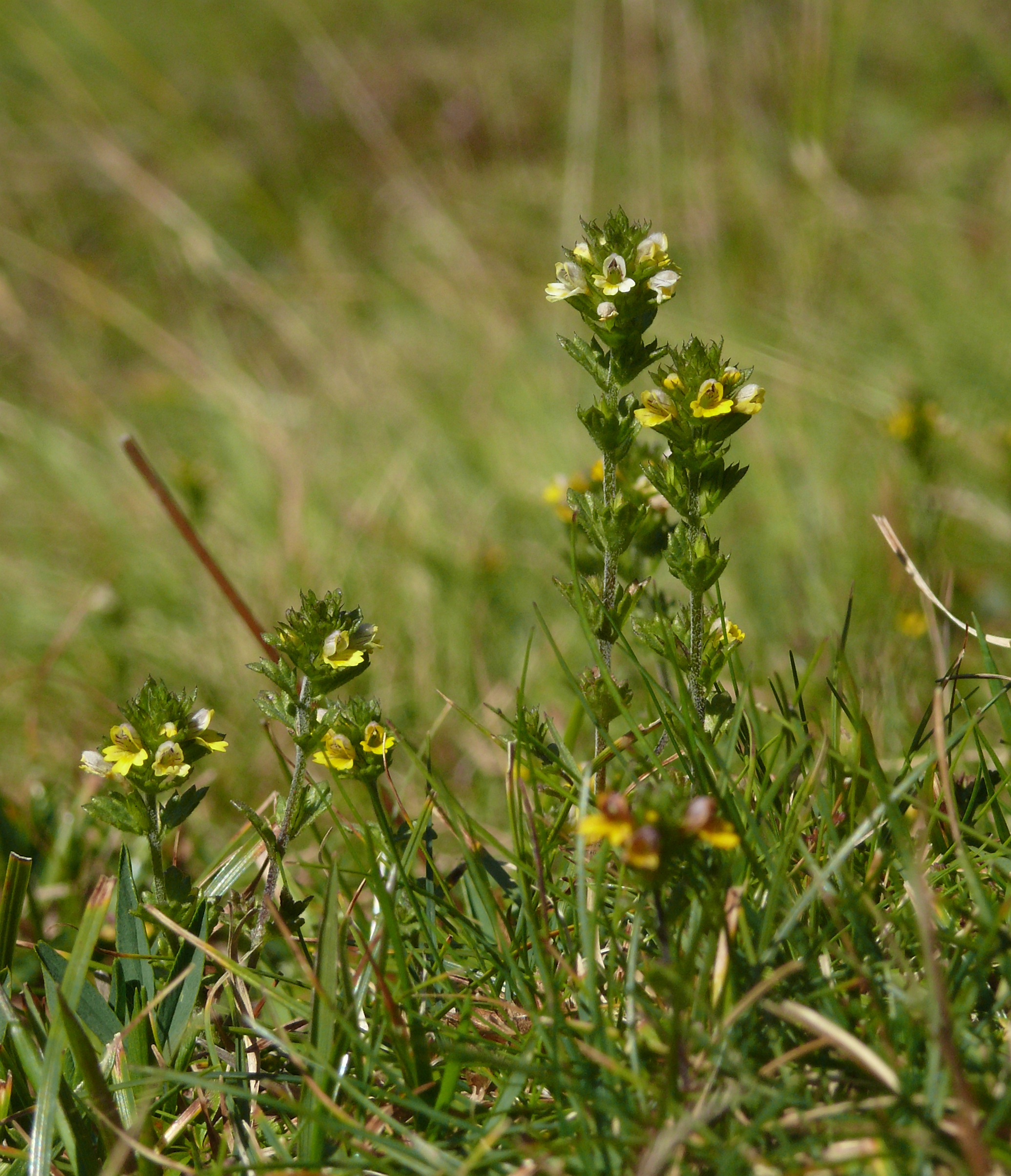
Il portamento

Queste piante arrivano ad una altezza massima di 5 - 15 cm. La forma biologica è terofita scaposa (T scap), ossia in generale sono piante erbacee che differiscono dalle altre forme biologiche poiché, essendo annuali, superano la stagione avversa sotto forma di seme e sono munite di asse fiorale eretto e spesso privo di foglie. Queste piante sono inoltre emiparassite (parzialmente parassite) e possiedono "orobanchina" un composto vegetale che provoca l'annerimento delle foglie quando sono secche.

### Radici
Le radici sono dei piccoli fittoni.

### Fusto
La parte aerea del fusto è eretta e semplice (raramente è ramificata).

### Foglie
In questa pianta sono presenti sia foglie che brattee (simili alle foglie), mentre sono assenti le stipole. Le foglie hanno degli apici ottusi (superiori a 90°). I bordi sono dentellati: 3 - 5 dentelli per lato con forme arrotondate, ottuse o acute. La disposizione delle foglie e delle brattee lungo il caule è opposta. Il rapporto tra lunghezza e larghezza delle brattee è di 1 - 2,5.

### Infiorescenza
Le infiorescenze sono formate da singoli fiori raccolti in racemi spiciformi. I peduncoli sono subnulli.

### Fiore
I fiori sono tetra-ciclici (ossia sono presenti 4 verticilli: calice – corolla – androceo – gineceo) e pentameri (ogni verticillo ha 5 elementi). I fiori sono inoltre ermafroditi e zigomorfi.
- Formula fiorale: per questa pianta viene indicata la seguente formula fiorale:

X, K (5), [C (5), A 2+2], G (2), supero, capsula
- Calice: il calice è costituito da 5 sepali saldati insieme.
- Corolla: la corolla composta da 5 petali (a volte embricati) è gamopetala e zigomorfa, ossia bilabiata con il labbro superiore con orlo bilobo rivolto all'indietro; mentre il labbro inferiore è trilobo e generalmente perpendicolare al labbro superiore. Il colore è bianco o giallo (talvolta è screziata di porpora). Lunghezza della corolla: 4 – 7 mm.
- Androceo: l'androceo possiede 4 stami didinami (2 lunghi e 2 brevi) con filamenti adnati alla corolla. Le antere sono sagittate, biloculari e deiscenti mediante due fessure longitudinali. Le sacche polliniche sono divergenti e il polline è tricolpato.
- Gineceo: il gineceo è supero e bicarpellare e normalmente è biloculare; la placentazione assile o parietale; lo stilo è unico con stigma bifido. Gli ovuli per ogni loculo sono numerosi. Il disco nettarifero è posizionato attorno alla base dell'ovario.
- Fioritura: da luglio a settembre.

### Frutti
I frutti sono delle capsule clavato-compresse sporgenti dal calice con deiscenza variabile; all'apice è più o meno marginata e cigliata. I semi, con forme angolose, sono provvisti di endosperma. Dimensioni delle capsule: 3 – 5 mm.

## Riproduzione
- Impollinazione: l'impollinazione avviene tramite insetti (impollinazione entomogama).
- Riproduzione: la fecondazione avviene fondamentalmente tramite l'impollinazione dei fiori (vedi sopra).
- Dispersione: i semi cadendo a terra sono successivamente dispersi soprattutto da insetti tipo formiche (disseminazione mirmecoria).

## Distribuzione e habitat

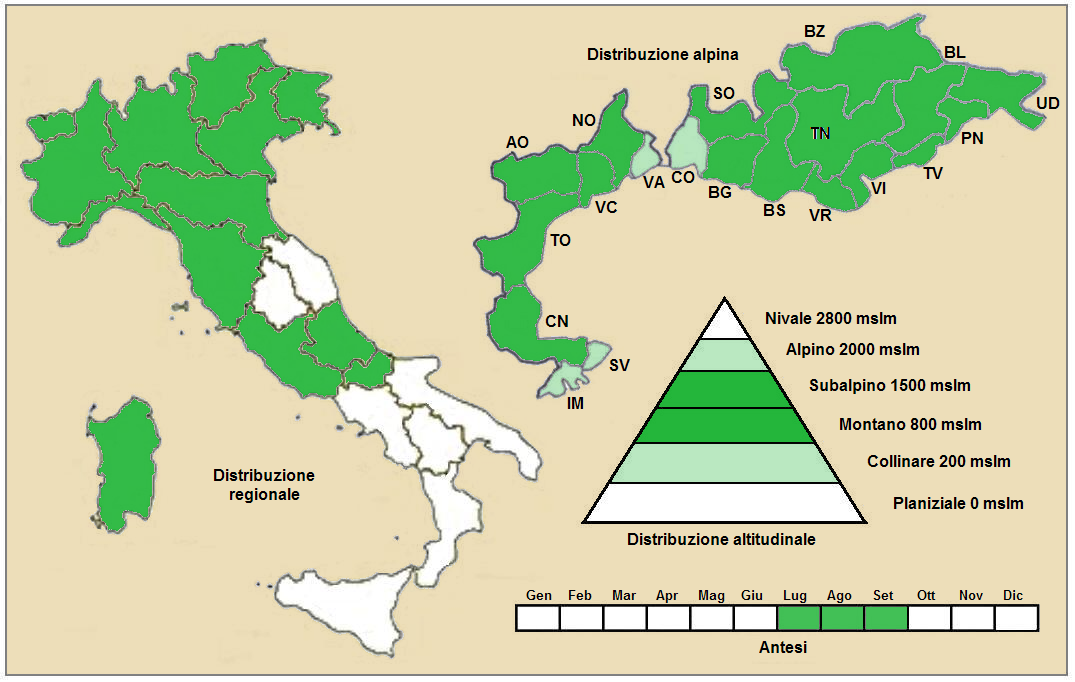
Distribuzione della pianta
(Distribuzione regionale – Distribuzione alpina)

- Geoelemento: il tipo corologico (area di origine) è Orofita - Centro e Sud Europeo.
- Distribuzione: in Italia questa specie è presente comunemente al Nord (Alpi); più rara verso sud fino alla Toscana e Sardegna. Oltre confine sempre nelle Alpi è presente ovunque. Sugli altri rilievi europei collegati alle Alpi si trova nei Vosgi, Massiccio del Giura, Massiccio Centrale, Pirenei, Alpi Dinariche, Monti Balcani e Carpazi.[11] Nel resto dell'Europa è presente dalla penisola Iberica all'Ucraina e dalla Germania alla Grecia. Si trova inoltre in Anatolia e nel Marocco.[1]
- Habitat: l'habitat tipico per questa pianta sono i prati aridi, i nardeti, i curvuleti e i festuceti; ma anche le lande e i popolamenti a lavanda. Il substrato preferito è siliceo con pH acido, bassi valori nutrizionali del terreno che deve essere mediamente umido.[11]
- Distribuzione altitudinale: sui rilievi queste piante si possono trovare da 1500 fino a 2800 m s.l.m.; frequentano quindi i seguenti piani vegetazionali: collinare, subalpino, e in parte quello alpino e montano.

### Fitosociologia
Dal punto di vista fitosociologico Euphrasia minima appartiene alla seguente comunità vegetale:
Formazione: delle comunità delle praterie rase dei piani subalpino e alpino con dominanza di emicriptofite
Classe: Juncetea trifidi

## Tassonomia
La famiglia di appartenenza di Euphrasia minima (Orobanchaceae) comprende soprattutto piante erbacee perenni e annuali semiparassite (ossia contengono ancora clorofilla a parte qualche genere completamente parassita) con uno o più austori connessi alle radici ospiti. La famiglia raccoglie 61 generi con circa 1700 specie (99 generi e 2060 specie secondo il sito APG III) distribuite in tutti i continenti. Il genere Euphrasia contiene circa 170 - 350 specie.
La classificazione tassonomica della Euphrasia minima è in via di definizione in quanto fino a poco tempo fa il suo genere apparteneva alla famiglia delle Scrophulariaceae (secondo la classificazione ormai classica di Cronquist), mentre ora con i nuovi sistemi di classificazione filogenetica (classificazione APG) è stata assegnata alla famiglia delle Orobanchaceae; anche i livelli superiori sono cambiati (vedi box tassonomico a destra).

### Filogenesi
La famiglia Orobanchaceae in base agli ultimi studi di tipo filogenetico è monofiletica e viene divisa in 8 gruppi. Il genere Euphrasia appartiene alla tribù Rhinantheae Lamarck & de Candolle (con 18 generi totali e 540 specie) insieme ad altri due generi importanti: Bartsia e Rhinanthus. All'interno del genere Euphrasia (almeno per le specie spontanee del territorio italiano) sono individuate due sezioni: sect. Ciliatae (le capsule sono cigliate sui margini) e sect. Angustifoliae (le capsule sono glabre). La specie di questa voce appartiene alla prima sezione.
E. minima probabilmente è una specie allotetraploide e potrebbe derivare da linee filogenetiche vicine a forme nane di Euphrasia alpina Lam. e di Euphrasia hirtella Reut.; mentre altre caratteristiche come i suoi fiori piccoli potrebbero derivare attraverso ibridazione e successivi fenomeni di introgressione da specie quali Euphrasia inopinata F. Ehrendorfer & E. Vitek e Euphrasia sinuata E. Vitek & F. Ehrendorfer.
Il numero cromosomico di E. minima è: 2n = 44.

### Variabilità
Tutte le specie del genere Euphrasia sono molto variabili, in particolare le specie alpine uniscono facile ibridabilità ad elevata variabilità. Sono inoltre presenti specie tetraploidi. A complicare ulteriormente la tassonomia di questo genere sono presenti anche delle forme stagionali. Anche la pianta di questa voce è variabile. Sandro Pignatti nella Flora d'Italia descrive due varietà:
- E. minima var. hispidula Favr.: tutta la pianta è densamente ricoperta di peli setolosi; i dentelli delle foglie sono sempre arrotondati o ottusi. La distribuzione è relativa a quote più alte (2000 - 2800 m s.l.m.). Questa specie può essere confusa con Euphrasia drosocalyx Freyn, 1885 ricoperta di peli ghiandolari e con distribuzione alpina (versante nord) e Monti Balcani.[16]
- E. minima var. schleicheri Wettst.: la pianta è glabra con dentelli delle foglie acuti. La distribuzione è sempre alipina ma a minori quote (1500 - 2200 m s.l.m.).

Attualmente le varietà sopradescritte non sono più riconosciute e sono considerate incluse nella specie principale. A livello europeo invece sono descritte le seguenti quattro sottospecie non presenti sul territorio italiano:
- Euphrasia minima subsp. davisii Yeo, 1976 - Distribuzione: Anatolia
- Euphrasia minima subsp. masclansii  O. Bolòs & Vigo, 1983 - Distribuzione: Spagna
- Euphrasia minima subsp. sicardii  (Sennen) O. Bolòs & Vigo, 1983 - Distribuzione: Spagna
- Euphrasia minima subsp. tatrae  (Wettst.) Hayek, 1913 - Distribuzione: Europa orientale

### Sinonimi
Questa entità ha avuto nel tempo diverse nomenclature. L'elenco seguente indica alcuni tra i sinonimi più frequenti:
- Euphrasia mattfeldii W. Becker
- Euphrasia mendoncae Samp.

### Specie simili

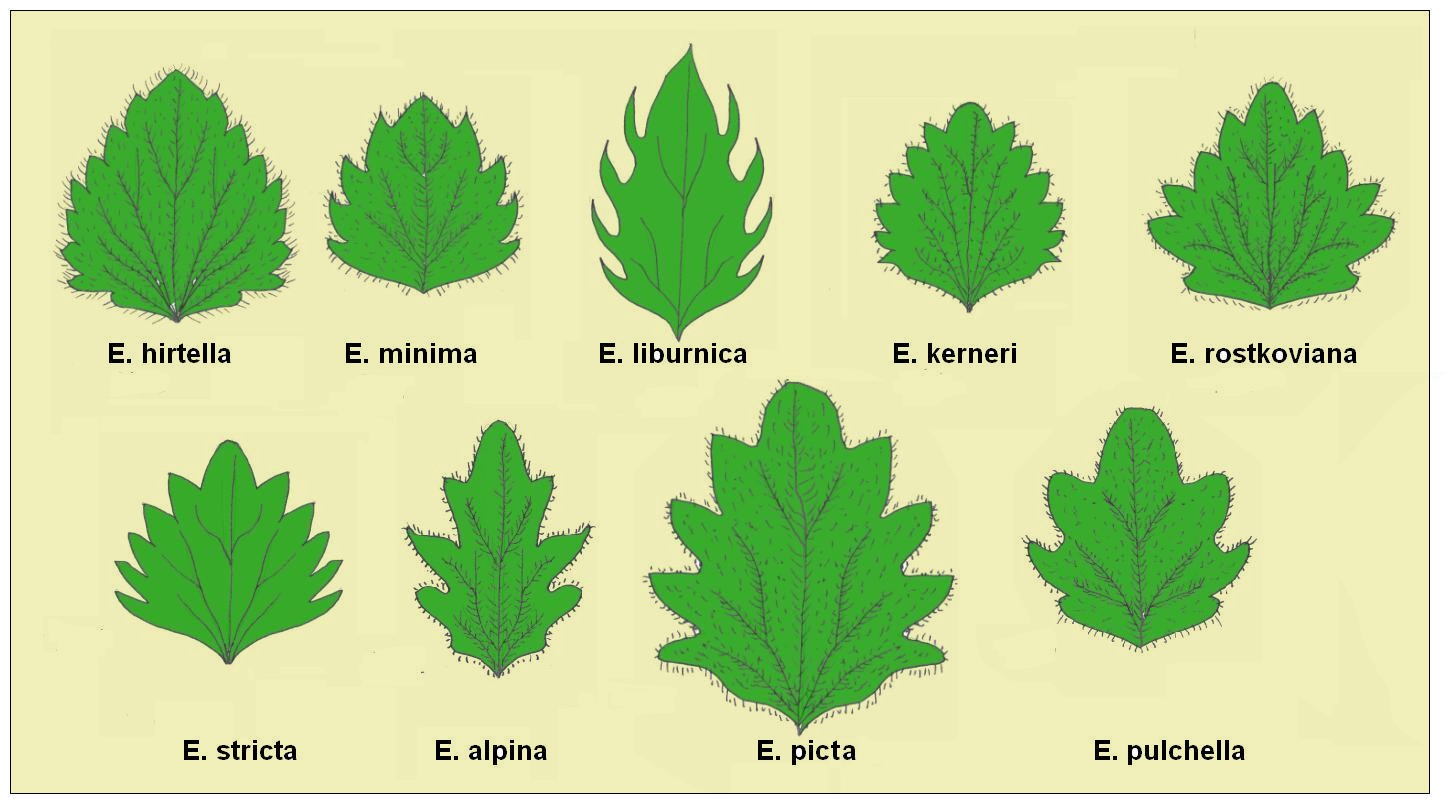
Foglie di alcune specie della sezione Ciliatae

Le differenze tra la varie specie di Euphrasia sono estremamente deboli anche a causa della variabilità di questo genere. Anche le foglie, in genere, sono soggette a varietà morfologiche, tuttavia hanno dei caratteri abbastanza specifici per cui possono essere utili per distinguere una specie dall'altra. Il disegno, a lato (tratto da Pignatti), mostra la forma delle foglie di alcune specie della sezione Cilatae.

## Usi

### Farmacia
Nella medicina popolare questa specie (e altre dello stesso genere) erano utilizzate per la cura della vista. Da qui la denominazione italiana di "Luminella".

## Altre notizie
La eufrasia minima in altre lingue è chiamata nei seguenti modi:
- (DE)  Zwerg-Augentrost
- (FR)  Euphraise naine